# Skakunův most
Skakunův most je železobetonový silniční most převádějící ulici Korunovační na území Prahy 6 přes železniční trať Praha – Lužná u Rakovníka do ulice Ukrajinských hrdinů. Vedle mostu sídlí velvyslanectví Ruské federace.
Zastupitelstvo městské části Praha 6 usnesením z 28. února 2022 vyzvalo hlavní město Prahy k přejmenování části ulice Korunovační na ulici Ukrajinských hrdinů a dosud nepojmenovaného mostu Korunovační ulice přes železniční trať na Skakunův most (starosta Prahy 6 na Twitteru uváděl navržený název v podobě „Most Vitalije Skakuna“). Místopisná komise Rady hl. m. Prahy dne 23. března 2022 oba návrhy svým usnesením doporučila a zastupitelstvo hlavního města Prahy je dne 25. března 2022 schválilo, změna platí od 30. března 2022 zápisem do RÚIAN. Most je pojmenován po Vitaliji Skakunovi, jenž zahynul dne 24. února 2022 v ukrajinském Heničesku, kde odpálil most, aby zabránil postupu ruských vojsk. Přejmenování mostu i ulice souvisí s blízkostí ruského velvyslanectví. Ke slavnostnímu odhalení došlo 22. dubna 2022.
Most má v evidenci TSK evidenční číslo Y-012.